# Grand River
Pour les articles homonymes, voir Grand River (homonymie).
La Grand River est un affluent de la rivière Missouri dans le Dakota du Nord et le Dakota du Sud aux États-Unis, donc un sous-affluent du Mississippi.

## Géographie
Elle est formée par la  confluence d’une branche nord, qui prend sa source dans le Dakota du nord, et d’une branche sud plus longue, qui prend sa source dans le Dakota du sud ; la confluence a lieu dans le nord-ouest du Dakota du sud, près de Shadehill dans le Comté de Perkins. Elle coule vers l’est, à travers la Réserve indienne de  Standing Rock  et rejoint la rivière Missouri dans le Lac Oahe, à  16 km environ au nord-ouest de  Mobridge. Les 25 derniers kilomètres de la rivière forment un bras du réservoir du lac.
La longueur de la partie commune des deux branches est de 177 km. En incluant la branche la plus longue, la longueur totale est d’environ 320 km.
Les branches de la Grand furent en 1823 le site d’une attaque fameuse du pionnier Hugh Glass par un grizzli.

## Débit
Le débit de la Grand River a été mesuré à Little Eagle dans le comté de Corson (Dakota du Sud). La rivière y draine une surface de 13 900 km2 et son débit moyen y est de 7,2 m3/s. On en déduit que la tranche d'eau écoulée en une année dans son bassin est de seulement 16 mm, valeur faible comparable à celle d'autres cours d'eau drainant les plaines semi-arides situées à l'ouest du 100e méridien. Le débit annuel manque de pondération avec seulement 1,15 m3/s en 2006 contre 21,1 m3/s en 1978. Le débit instantané record est de 877 m3/s mesuré le 23 mars 1987.

## Sources
- Grand River et l’usage de certains affluents, au SD Legislative Research Council

- (en) Cet article est partiellement ou en totalité issu de l’article de Wikipédia en anglais intitulé « Grand River (South Dakota) » (voir la liste des auteurs).